# Szulfadiazin
A szulfadiazin egy rövid hatású szulfonamid(en) típusú antibiotikum. Sokféle Gram-negatív és -pozitív baktérium ellen hatásos, azonban sok törzs képes rezisztenssé válni, és a kialakult rezisztencia a többi szulfonamid típusú gyógyszerre is fennáll.
Pirimetaminnal(en) együtt toxoplazmózis ellen adják HIV-betegeknek valamint újszülötteknek méhen belüli fertőzés(en) esetén. Más fertőzések ellen is alkalmazzák: húgyúti fertőzések, malária, agyhártyagyulladás, reumás láz, seb elfertőződésének megelőzésére, stb. Ezüst sóját(en) bőrkrémekben használják helyi fertőtlenítésre.
Az állatorvoslásban széles körben alkalmazzák.

## Működésmód
A baktérium dihidropteorát szintáz enzimjét gátolja a para-aminobenzoesav(en) kompetitív gátlásán(en) keresztül. Ez az enzim létfontosságú a baktérium számára a szaporodáshoz szükséges folsav előállításához.

## Ellenjavallatok, mellékhatások
Mellékhatások: májproblémák (sárgaság, étvágyvesztés, sötét vizelet), napfényre érzékeny bőr, szokatlan vérzések (orr, száj, hüvely, végbél), súlyos bőrreakciók.
Nem ismert, hogy van-e káros hatása a magzatra, de az igen, hogy közvetlenül szülés előtt bevéve súlyos sárgaságot okozhat a magzatnak, ami akár agykárosodáshoz is vezethet. Ismert, hogy átjut az anyatejbe.
A szulfadiazin kölcsönhatásba léphet más gyógyszerekkel:
- indometacin, probenecid(en), szalicilátok (pl. aszpirin): felerősítik a szulfadiazin mellékhatásait
- vérhígítók (pl. warfarin): a szulfadiazin növeli a vérzés kockázatát
- metotrexát és a tiazid típusú vízhajtók: a szulfadiazin felerősíti ezek mellékhatásait
- szulfonilureák: a szulfadiazin növeli a hipoglikémia (vércukor-leesés) kockázatát.

## Adagolás
A szulfadiazin csak szájon át adható, mivel vízben nem oldódik, sói pedig erősen lúgosak, és irritálják a szöveteket. Sok folyadékkal kell bevenni.
Szokásos adag felnőtteknél 2–4 g/nap 3–6 részletben bevéve. 2 hónap feletti gyermekeknél napi 150 mg/tskg vagy 4 g/m², 4–6 részletben bevéve. A kezdő adag ennek fele. 2 hónap alatti csecsemőnek a szulfadiazin ellenjavallt.
Más antibiotikumokhoz hasonlóan az orvos által előírt adagot akkor is be kell szedni, ha a fertőzés tünetei már megszűntek. Ez csökkenti a szulfadiazinra rezisztens baktériumok elszaporodását.

## Veszélyek
|                     | egér | patkány |
| ------------------- | ---- | ------- |
| szájon át           | 1500 |         |
| bőr alá             | 1600 |         |
| intraperitoneálisan | 750  | 446     |
| intravénásan        | 180  | 880     |

A legkisebb ismert halálos adag (TDLo(en)) felnőtt ember esetén szájon át 229 mg/tskg, gyermeknél 138 mg/tskg.

## Készítmények
A nemzetközi gyógyszerpiacon igen sok készítmény van forgalomban önállóan és kombinációban.
Magyarországon a szulfadiazin ezüstsóját forgalmazzák két készítményben bőrkrém formájában:
- DERMAZIN 10 mg/g krém (VN)
- IALUGEN PLUS krém (V)
- IALUSET PLUS krém (VN)